# Anarchici (singolo)
Anarchici è un singolo della cantante Italiana Ginevra, pubblicato il 10 giugno 2022 come terzo estratto dal primo album in studio Diamanti.

## Descrizione
In merito al brano Ginevra ha raccontato:

## Video musicale
Il video è stato pubblicato il 30 giugno 2022 sul canale YouTube di Asian Fake.

## Tracce
Testi di Ginevra Lubrano, musiche di Ginevra Lubrano, Francesco Fugazza e Marco Fugazza.
1. Anarchici – 4:10